# Manalurpet
Manalurpet é uma panchayat (vila) no distrito de Viluppuram, no estado indiano de Tamil Nadu.

## Demografia
Segundo o censo de 2001,  Manalurpet  tinha uma população de 7401 habitantes. Os indivíduos do sexo masculino constituem 51% da população e os do sexo feminino 49%. Manalurpet tem uma taxa de literacia de 59%, inferior à média nacional de 59.5%: a literacia no sexo masculino é de 68% e no sexo feminino é de 50%. Em Manalurpet, 12% da população está abaixo dos 6 anos de idade.